# Marie Magdalena Rustad
Marie Magdalena Rustad, född Schou 1859, död 1943, var en norsk hovfunktionär. 
Hon var överhovmästarinna åt Norges drottning Maud av Storbritannien mellan 1906 och 1925. Hovet var litet och hon hade endast två hovfröknar (Marie Fougner och Fredrikke Dorothea Hagerup) under sig.